# マッカ (土器)

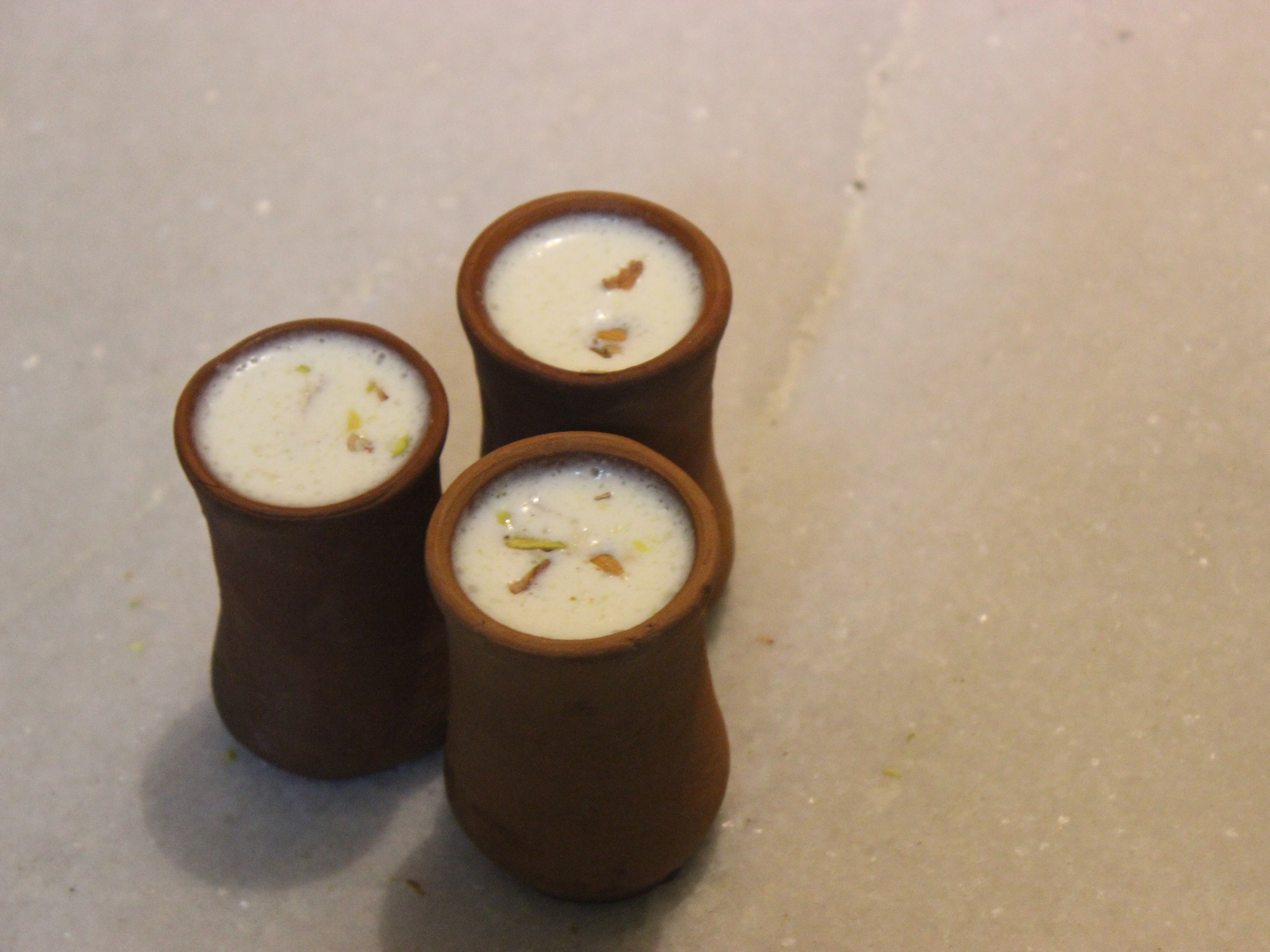
ピスタチオのキール

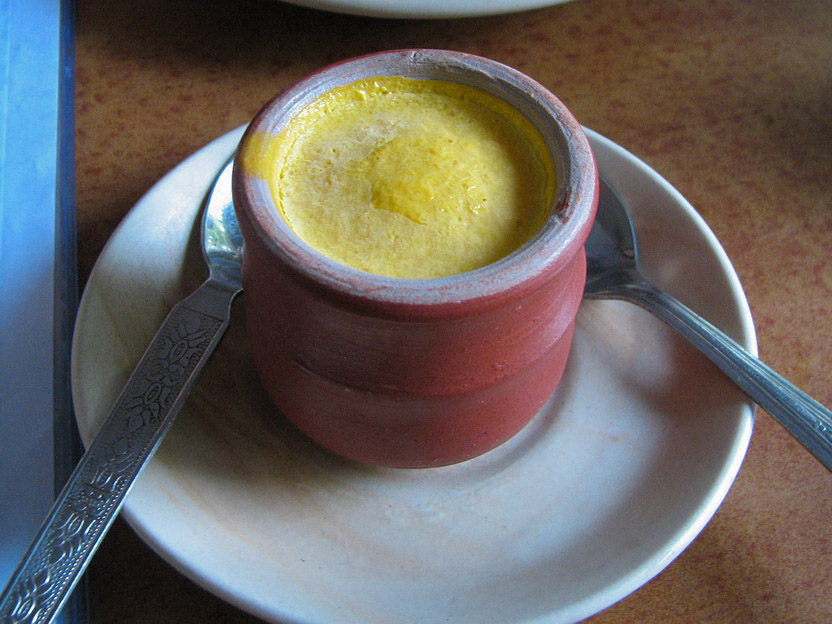
クルフィ

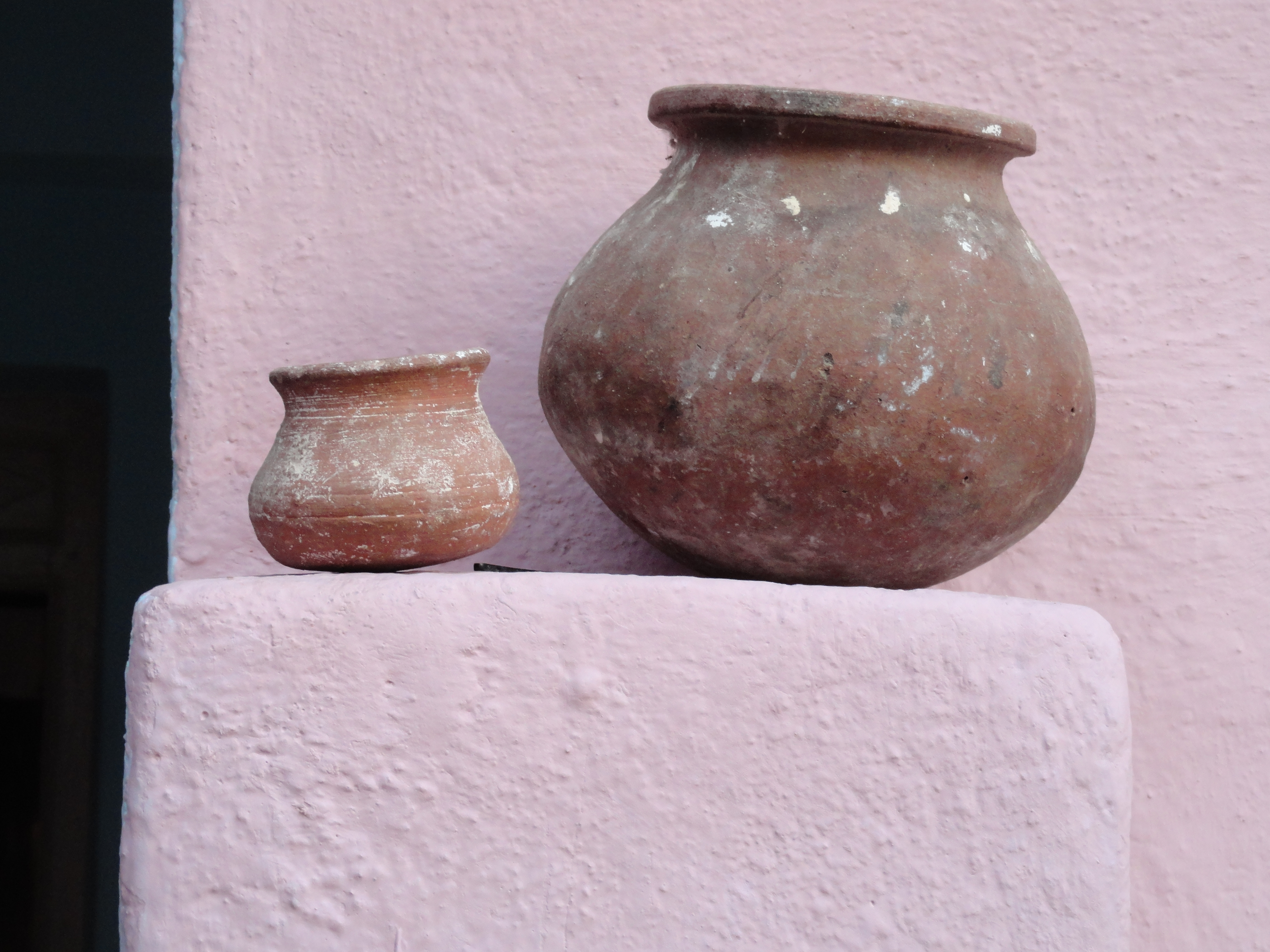
マッカと、'budga'と呼ばれる水を飲むためのより小さな壺

マッカ(matkaまたはmatki)とは、素焼きの壺を意味するヒンドゥスターニー語である。水を貯蔵して冷やす容器として、インド亜大陸全域で使われている。古代から使われており、全ての身分階級で見られる。

## 製造
2種類の粘土を混ぜて作られる。1つは地表の土、もう1つは地表を10フィート以上掘ったところの土である。マッカの製造には、少なくとも8日間とかなりの時間がかかる。土を水と混ぜ、成形し、磨き、乾燥させ、5日間キルンで焼く。最近では、持ち手を付けることも多い。

## 冷却
冷却は気化熱によって行われる。毛細管現象により、壺の小さな孔から水が蒸発し、この際に熱を持ち去って、中の水は外気温よりも冷たくなる。そのため、夏期間のみに用いられ、冬期間には用いられない。

## ギャラリー

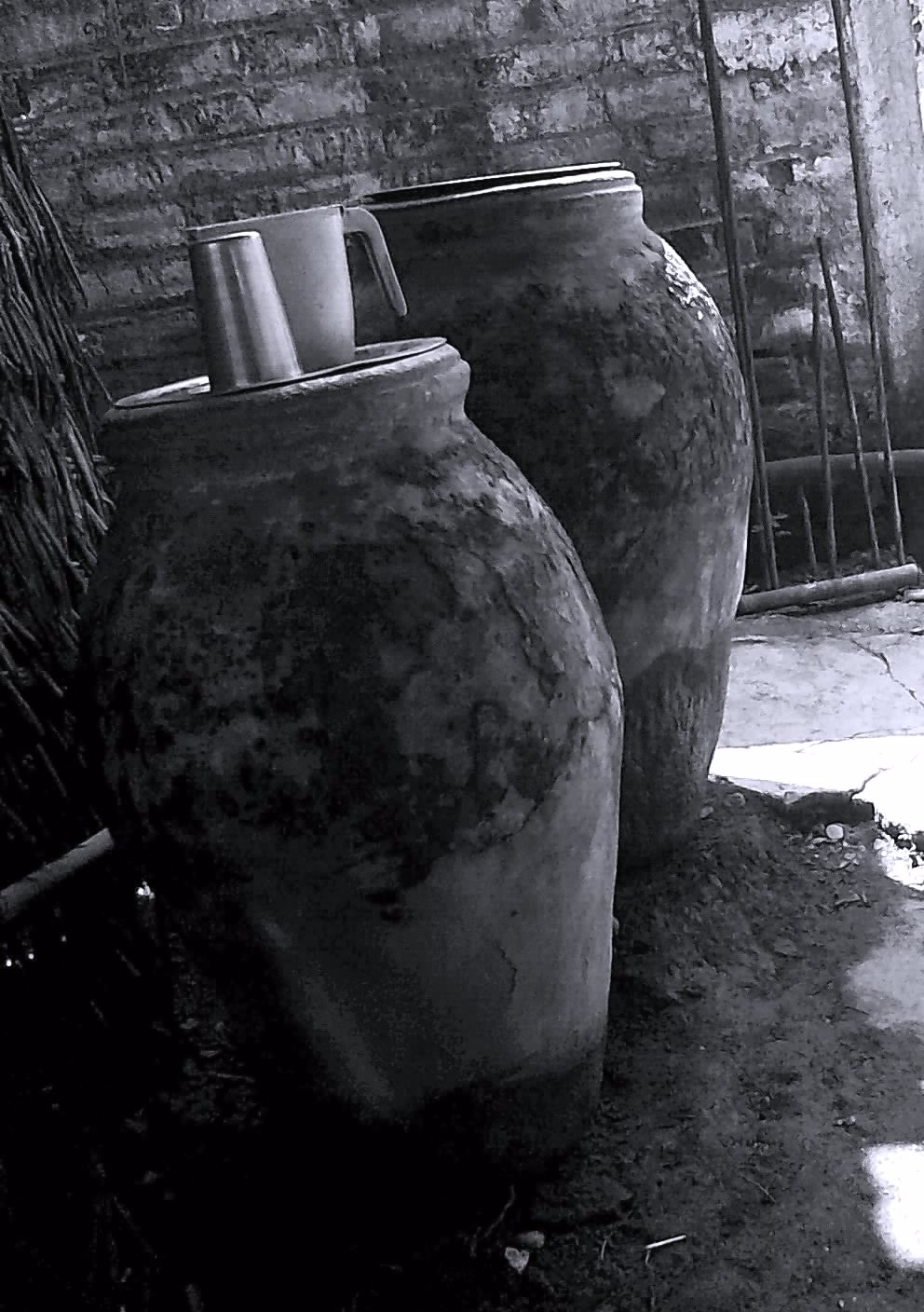
インドのチャイナウォルの路上に置かれたマッカ（大きな素焼きの壺）
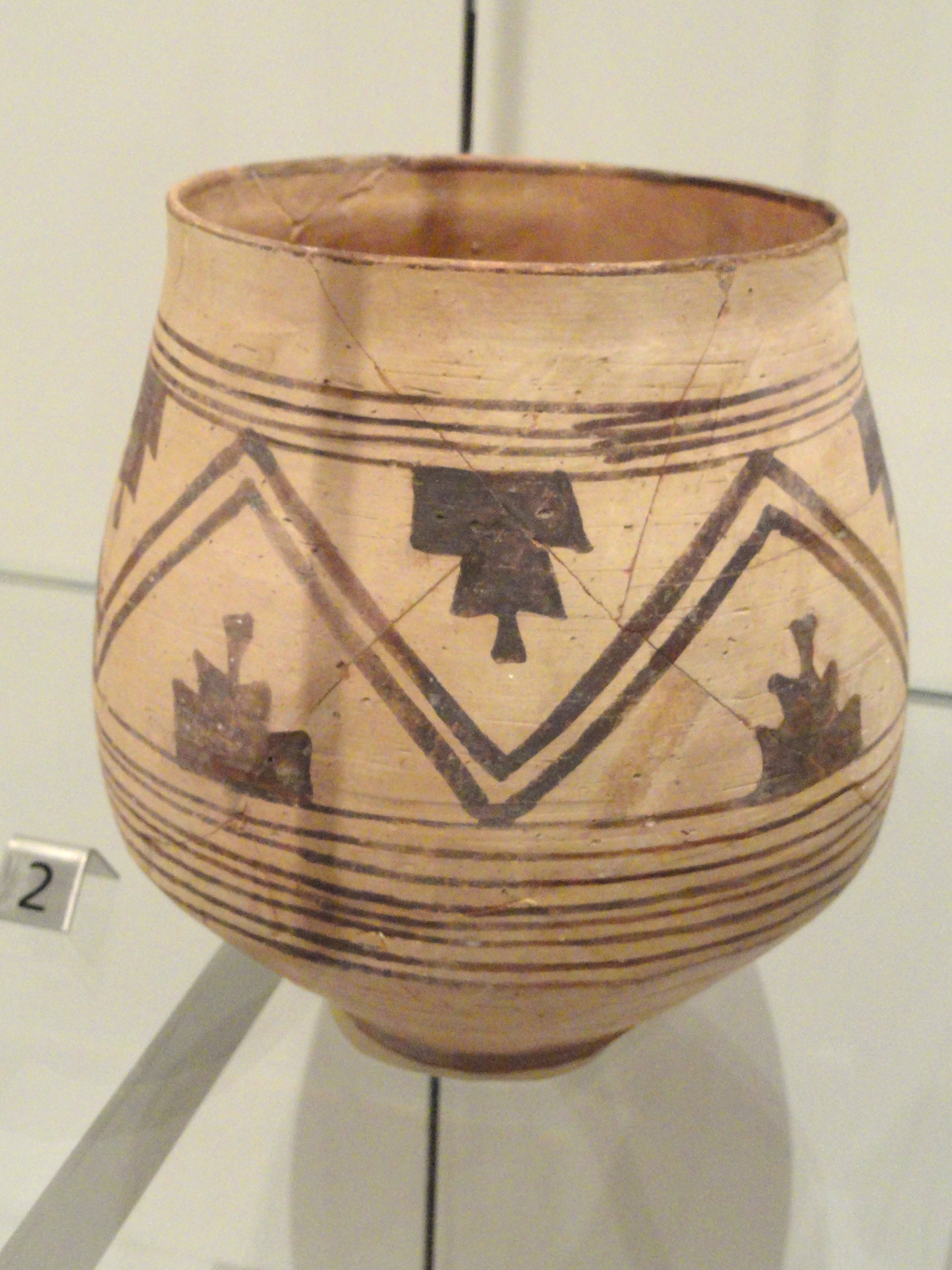
クエッタで出土した紀元前2500年から1900年のインダス文明時代の壺、ロイヤルオンタリオ博物館収蔵
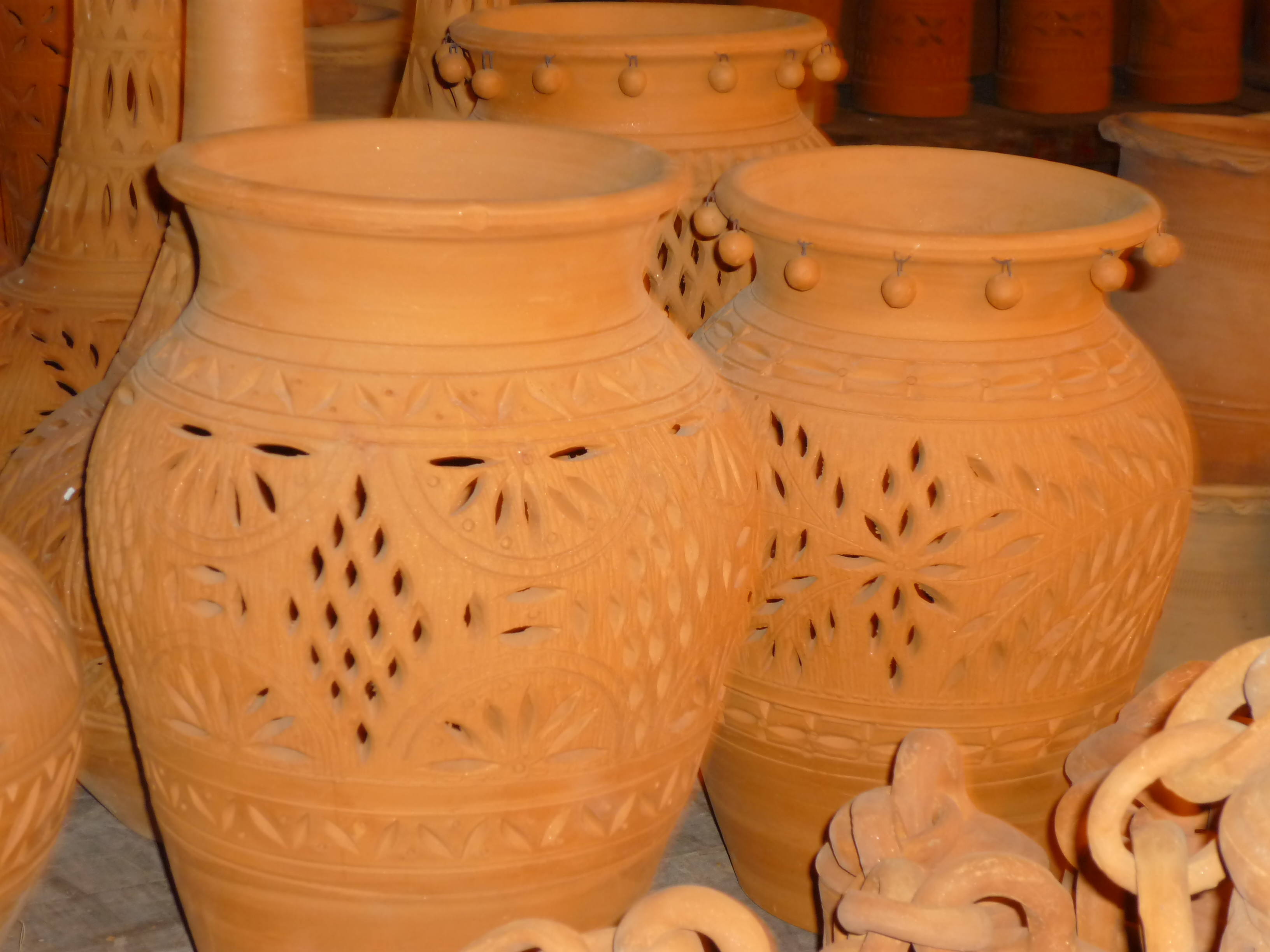
パンジャーブ地方の壺